# زیست‌پالایی درجا

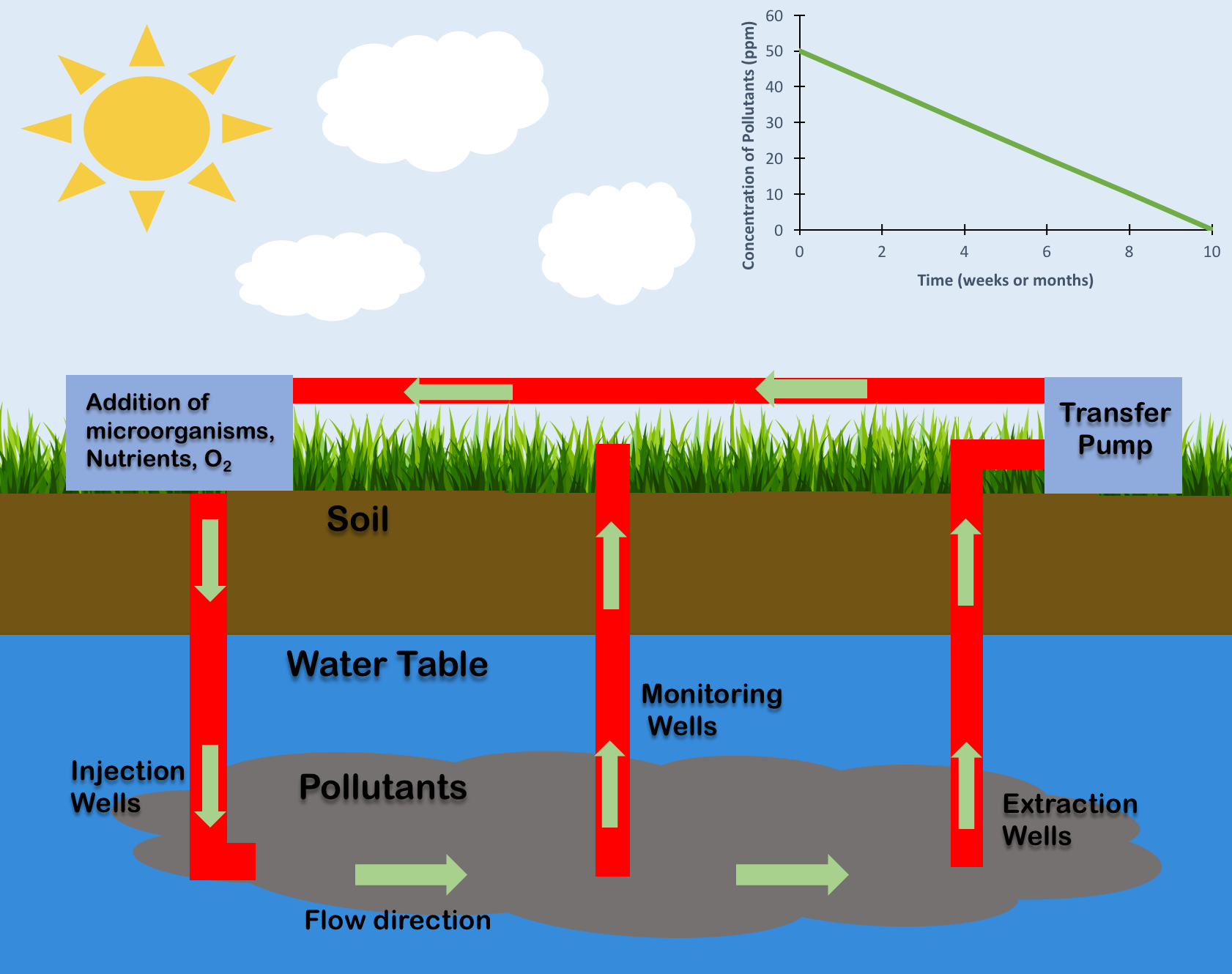
زیست‌پالایی درجا

زیست‌پالایی فرآیندی است که در آن مکان‌های آلوده از طریق استفاده از میکروارگانیسم‌های درون‌زا یا بیرونی انجام می‌شود. درون‌جا اصطلاحی است که در زمینه‌های مختلف به معنای «درجا» و «در محل» استفاده می‌شود و به مکان یک رویداد اشاره دارد. در زمینه زیست‌پالایی، درجا نشان می‌دهد که محل زیست‌پالایی در محل آلودگی بدون جابجایی مواد آلوده رخ داده‌است. زیست‌پالایی برای خنثی کردن آلاینده‌ها از جمله هیدروکربن‌ها، ترکیب‌های کلردار، نیترات‌ها، فلزات سمی و دیگر آلاینده‌ها از طریق مکانیسم‌های شیمیایی مختلف استفاده می‌شود.میکروارگانیسم مورد استفاده در فرایند بیولوژیکی را می‌توان از طریق استفاده از کودها و دیگر مواد مغذی در محل کاشت یا کشت داد. مکان‌های آلوده معمولی که توسط زیست‌پالایی هدف قرار می‌گیرند، آب‌های زیرزمینی/ سفره‌های زیرزمینی و خاک‌های آلوده هستند. اکوسیستم‌های آبی تحت‌تاثیر نشت نفت نیز از طریق کاربرد زیست‌پالایی بهبود یافته‌اند. چشمگیرترین موارد، نشت نفت Deepwater Horizon در سال 2010 و نشت نفت Exxon Valdez در سال ۱۹۸۹ است. دو نوع اصلاح زیستی وجود دارد که توسط مکانی که در آن فرایند رخ می‌دهد تعریف شده‌است. زیست‌پالایی برون‌جای در مکانی جدا از محل آلوده رخ می‌دهد و شامل انتقال مواد آلوده می‌شود. درجا یعنی در محل آلودگی رخ می‌دهد زیست‌پالایی درون‌جای را می‌توان بر اساس متابولیسم در حال وقوع، هوازی و بی‌هوازی، و سطح درگیری انسان طبقه‌بندی کرد.